# Settimo Bocconi
Settimo Bocconi (Lodi, 30 agosto 1875 – Roma, 27 dicembre 1959) è stato un incisore e museologo italiano.

## Biografia
Si trova a volte il nome Settimio. Artista versatile, esordì nel 1908, all'esposizione degli Amatori e Cultori di belle arti, con tre puntesecche che rappresentavano vedute romane: Piazza Mastai, Portico del Vignola e Fontana di Sant'Onofrio. Incise ad acquaforte nel 1917 una serie sulla Via Appia.  Nel 1921 fu tra i 25 soci fondatori del GRIA (Gruppo Romano Incisori Artisti), sodalizio voluto da Federico Hermanin, che aveva la sede a Palazzo Venezia e con il quale nel 1927 Settimo Bocconi partecipò alla II Esposizione Internazionale dell'Incisione Moderna, a Firenze. 

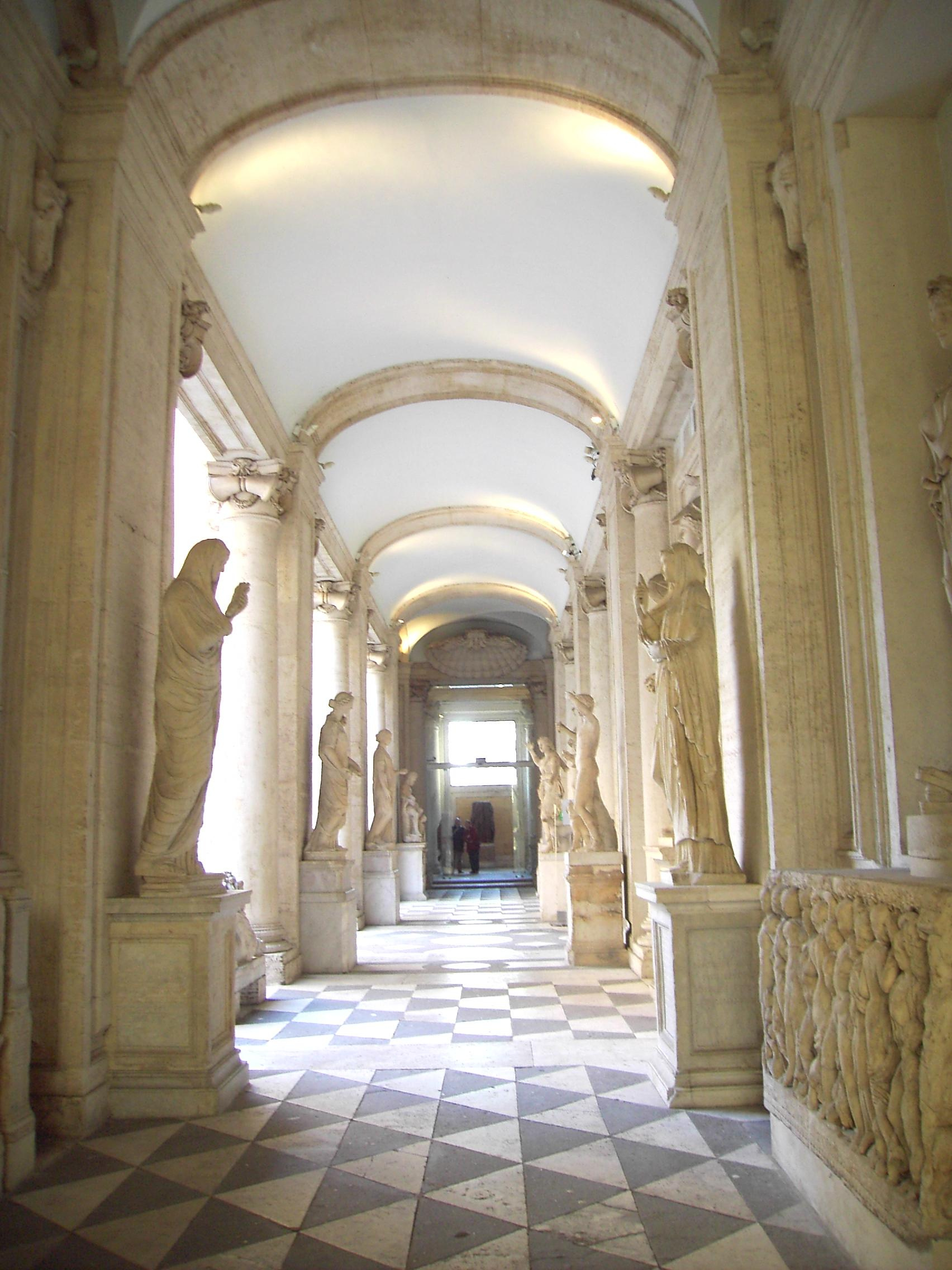
Campidoglio, Musei Capitolini, galleria dei marmi antichi

Fu socio dell'Accademia Tiberina, dal 1930 socio dell'Istituto Archeologico Germanico, dal 1936 membro dell'Accademia dei Virtuosi al Pantheon e dal 1947 accademico dell'Accademia di San Luca. Per venti anni rivestì la carica, prima di conservatore, poi di direttore dei Musei Capitolini, dei quali redasse una dettagliata guida, pubblicata in differenti edizioni. 
In qualità di conservatore della Galleria d'Arte Moderna, Settimo Bocconi ne curò il primo allestimento, inaugurato il 28 ottobre 1925, al piano superiore di Palazzo Caffarelli, in Campidoglio. Una serie di sculture testimoniavano la ricchezza delle opere raccolte, in decenni di acquisti a mostre ed esposizioni della Capitale: La conca dei bufali scultura di Duilio Cambellotti, il marmo L'Antonella di Arturo Dazzi, Il pastore di Arturo Martini e Busto di signora di Auguste Rodin. Ampia documentazione fotografica della Galleria fu edita dalla rivista Capitolium, nel 1926. Settimo Bocconi aprì le sale del museo al Palazzo Nuovo e inaugurò una sala per esporre raffigurazioni degli antichi dei orientali, tra cui il prezioso altare di Palmira, con bassorilievi sui quattro lati.

### Pubblicazioni
- Musei capitolini, Pinacoteca e Tabularium Roma, Tip. Coop. Sociale, 1914.
- Antiquarium comunale, Roma, Tip. Coop. Sociale, 1923.
- La camera del Tasso e la Biblioteca tassiana, Roma, Tip. Coop. sociale, 1923.
- Roma negli acquarelli di Roesler Franz, Roma, s.e., 1927.
- Museo Barracco, Roma, S. A. I. Ind. Grafiche, 1928.
- Collezioni capitoline: Museo capitolino, Palazzo dei conservatori, Museo nuovo, Pinacoteca, Tabularium, Roma, Istituto grafico tiberino, 1950.